# 彭桓武
彭桓武（1915年10月6日—2007年2月28日），男，祖籍湖北麻城，生于吉林长春，中国理论物理学家，中国科学院院士，两弹一星元勋之一。

## 生平
彭桓武祖籍湖北省麻城市铁门王岗，1915年出生于吉林省长春市，1935年从清华大学物理系毕业后继续攻读研究生。1937年7月抗战爆发后，辗转赴云南大学理化系执教。1938年，彭桓武考取中英庚款留学生资格，赴英国爱丁堡大学留学，在著名物理学家马克斯·玻恩的指导下工作。分别于1940年和1945年在爱丁堡大学获得哲学和科学博士学位。
1941年，彭桓武在玻恩的推荐下赴爱尔兰都柏林高等研究所工作，1941年8月至1943年7月期间，彭桓武和海特勒、J.Hamilton合作研究宇宙线，发展了HHP理论。1945年，彭桓武与玻恩获得爱丁堡皇家学会的麦克杜加尔-布列兹班奖。1948年，彭桓武当选为爱尔兰皇家科学院院士。
1947年，彭桓武辗转回到中国，先后在云南大学、清华大学、北京大学、中国科学技术大学任教，曾参与并领导了中国的原子弹、氢弹的研制计划。还先后担任中国科学院近代物理研究所副所长、第二机械工业部九所副所长、中国科学院高能物理研究所副所长等职。1978年，文革方消、华夏大地百废待兴，教育系統開始恢復之际，彭桓武這時接下刚刚成立的中国科学院理论物理研究所所长。并在此期間到1983年期间任中国科学院理论物理研究所所长。

## 荣誉
1982年获得中国国家自然科学奖一等奖，1985年获两项中国国家科技进步奖特等奖，1995年获何梁何利基金科学与技术成就奖，并在1999年被授予“两弹一星功勋奖章”。为纪念他对中国核物理做出的贡献，第48798号小行星以他的名字命名为。

## 著作
- 《物理天工总是鲜》彭桓武诗文集，北京大学出版社 2001
- 《彭桓武选集》，中国学术出版社